# Latex

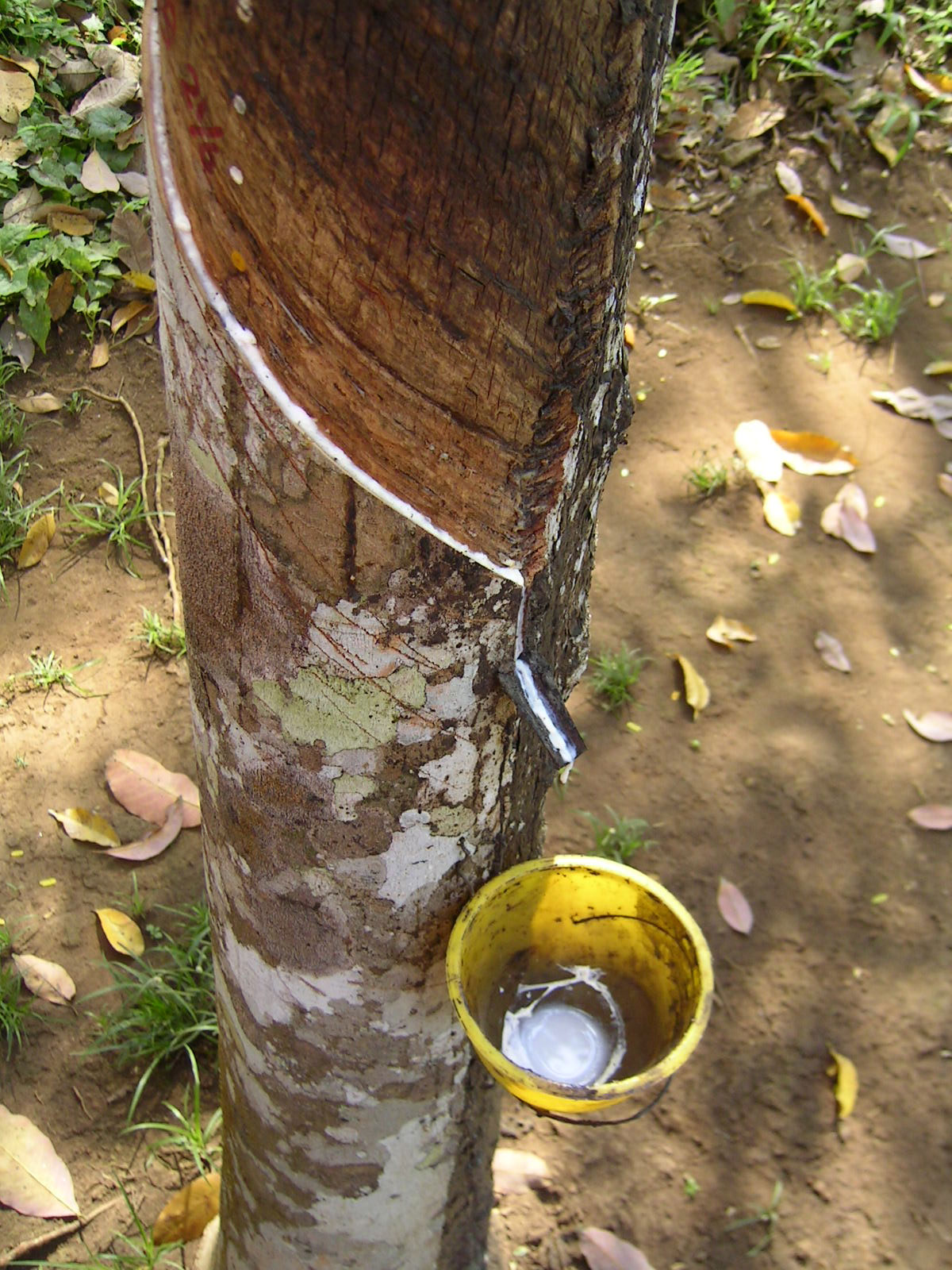
Extragerea latexului dintr-un copac

Latex se referă în general la o dispersie stabilă (emulsie) dintr-un polimer microparticular într-un mediu apos. Acesta poate fi natural sau sintetic. Latexul natural este seva lăptoasă a mai multor plante care se coagulează când se expune la aer. Este o emulsie complexă în care se găsesc proteine, alcaloizi, amidon, zaharuri, uleiuri, rășini și gume. La majoritatea plantelor, latex-ul este alb, dar câteva au culoare galbenă, portocalie sau roșu-aprins. Cuvântul se folosește și când ne referim la latexul natural, cauciucul; particular pentru cauciucul non vulcanizabil din care se obțin produse ca mănuși din latex, prezervative din latex și haine din latex. Termenul de latex îi este atribuit lui Charles Marie de La Condamine, care l-a derivat din latinul latex, fluid.

### Funcția naturală a latexului
Multe funcții ale plantei folosesc latex-ul. Unele îl folosesc ca o formă pentru a stoca nutrimentele, altele îl folosesc ca produs excretor unde depozitează deșeurile. Unii cred că plantele folosesc latexul pe post de protecție în cazul accidentărilor; prevenind intrarea fungilor sau a bacteriilor. Similar, se pare că îl folosesc împotriva unor animale, deoarece la câteva plante latexul este foarte usturător sau otrăvit.

## Folosința
Latexul de la mai multe specii poate fi procesat pentru a produce alte materiale. Cauciucul natural este cel mai important produs obținut din latex; peste 12.000 de specii de plante oferă latex ce conține cauciuc. Latexul din Balatá și gutta percha conține un polimer inelastic asemănător cauciucului. Latexul din chicle și copaci jelutong se folosește pentru guma de mestecat. Latexul din mac este o sursă de opiu și alte derivate. Latexul mai este folosit în producția mănușilor, tuburilor pentru ace, prezervativelor, baloanelor și ale produse numeroase. Se mai folosește și în producția de haine.
- Unele persoane au alergie serioasă la latex și expunerea la produse din acest material poate cauza șoc anafilactic.